# George Town (Malaysia)
George Town  è una città della Malaysia, capitale dello Stato di Penang così chiamata in onore del re Giorgio III.
Il territorio cittadino comprende l'isola di Penang e alcune isole minori. George Town è la terza città più popolosa della Malaysia, nel 2010 la popolazione era pari a 708 127 abitanti, l'area metropolitana di Penang è la seconda area urbana del paese con una popolazione di quasi 2,5 milioni di abitanti.
Nel 2008 il centro storico della città, insieme a quello di Malacca, è stato incluso nella lista del Patrimonio dell'umanità dell'UNESCO.

## Origini del nome
Il nome George Town fu dato alla città in onore di Giorgio III, che era sovrano di Gran Bretagna e d'Irlanda quando l'isola di Penang fu ceduta ai britannici dal sultano di Kedah nel 1786.

## Storia
La città di George Town fu fondata nel 1786 dal capitano Francis Light, un ufficiale della British Navy incaricato nel 1765 dalla Compagnia britannica delle Indie orientali di allacciare relazioni commerciali nella penisola malese. Light sbarcò presso il Sultanato di Kedah all'epoca minacciato dal Siam (di cui era – controvoglia – uno Stato vassallo), dalla Birmania e da rivolte interne; il capitano strinse rapporti amichevoli con il sultano di Kedah Muhammad Jiwa Zainal Adilin II di Kedah promettendogli la protezione britannica, in cambio il sultano nel 1771 offrì l'isola di Penang che faceva parte del sultanato. L'offerta fu inizialmente respinta dai superiori di Light, che non volevano interferire nelle dispute del sultanato e rifiutarono di garantire aiuti militari.
Light si trasferì così a Junk Ceylon, l'odierna Phuket, dove per diversi anni promosse lo sviluppo di scambi commerciali con India, Siam meridionale e il nord della penisola malese. In seguito la Compagnia delle Indie Orientali chiese a Light di accettare l'offerta del sultano per fare di Penang un porto dove riparare le navi britanniche e un avamposto commerciale sulla rotta tra l'India, l'arcipelago malese e la Cina. Come negli anni precedenti, i britannici non intendevano essere coinvolti nei conflitti della regione, quindi Light tornò a Kedah e fece vaghe promesse di aiuti al sultano che rimase deluso, ma dopo alcuni tentennamenti nel 1786 accettò di cedere Penang.
Nel luglio di quell'anno, Light e i suoi uomini sbarcarono sull'isola dove vivevano meno di 1 000 pescatori malesi; l'11 agosto 1986 innalzarono la bandiera britannica, prendendo formalmente possesso di Penang che fu ribattezzata "The Prince of Wales Island” (isola del principe di Galles, l'erede al trono britannico). Light fece subito disboscare la piana ricoperta da una fitta giungla attorno al capo nord-orientale dell'isola, dove sorse l'insediamento a cui fu dato il nome George Town in onore di re George III. Provvide inoltre a fortificare subito l'insediamento facendo costruire Fort Cornwallis, che divenne il centro di aggregazione di un nuovo avamposto commerciale e la popolazione dell'intera isola raggiunse i 12 000 abitanti nel 1804.

## Monumenti e luoghi d'interesse

### Centro storico

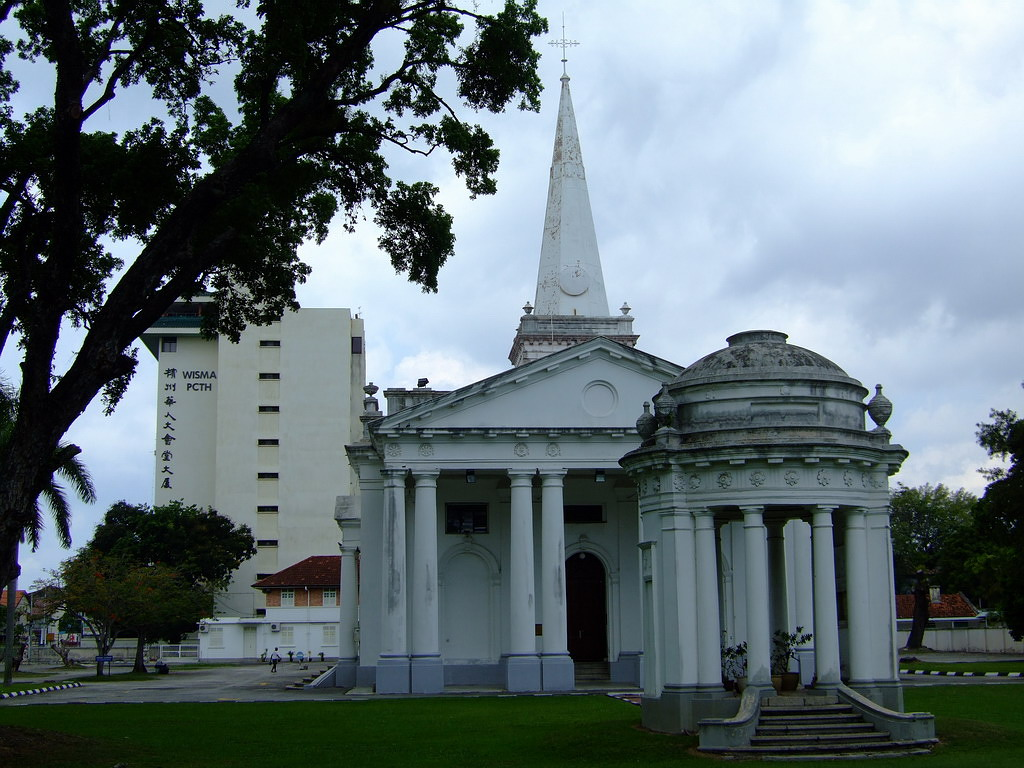
Chiesa anglicana di Saint George

La parte più antica del centro storico è stata designata dall'UNESCO come Patrimonio dell'Umanità, l'area di circa 260 ettari comprende diversi edifici storici come il municipio, Fort Cornwallis, la torre dell'Orologio del Giubileo e il Penang State Museum and Art Gallery ma anche alcuni edifici di culto come la chiesa anglicana di Saint George, la Kapitan Keling Mosque e il Goddess of Mercy Temple.

### Fort Cornwallis

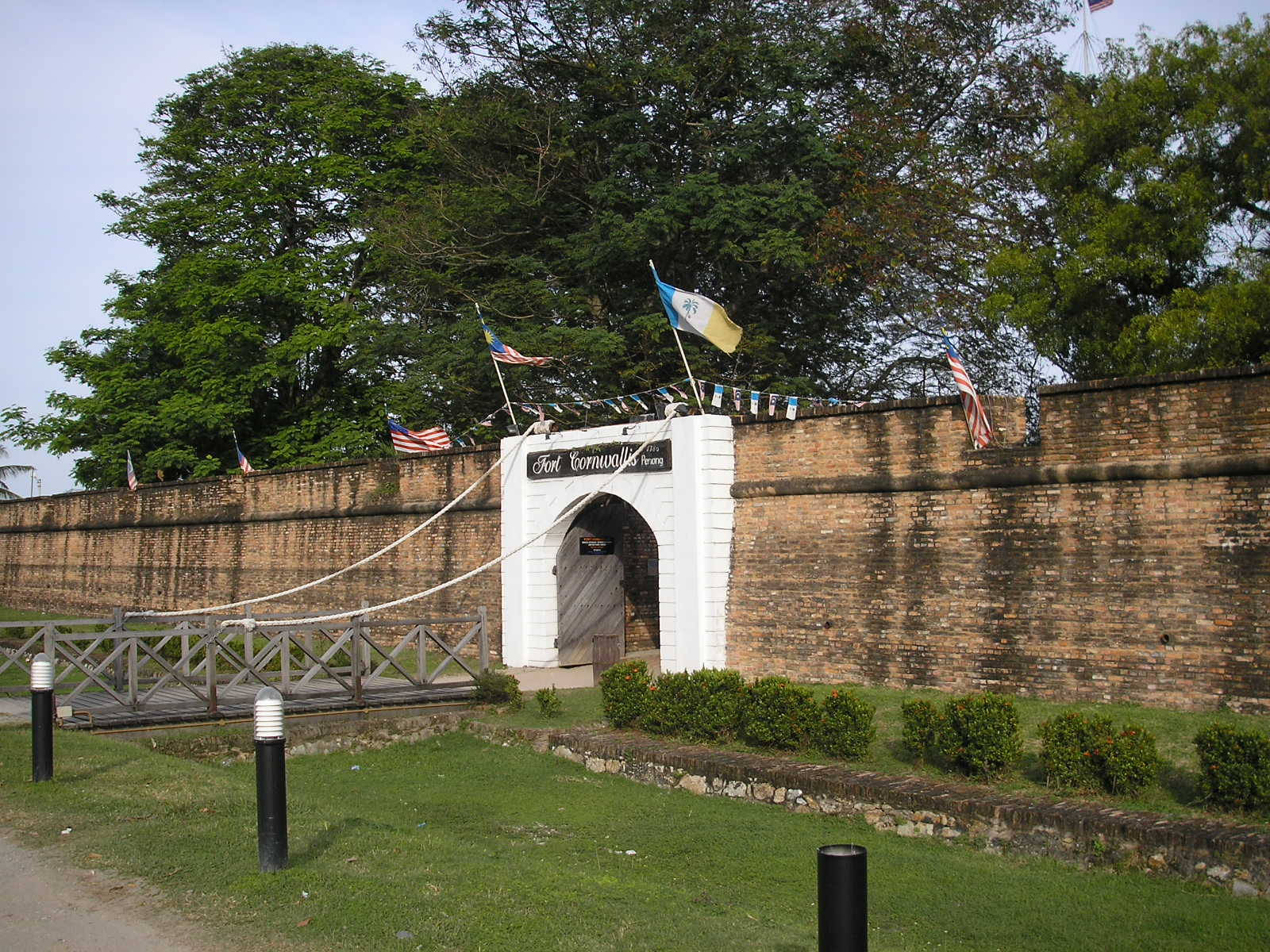
Fort Cornwallis

Nel 1786, subito dopo aver preso possesso dell'isola di Penang, gli inglesi costruirono un forte sulla ponta nord-orientale; il forte fu chiamato prima Fort Point e successivamente Fort Cornwallis in onore del governatore generale del Bengala.
Originariamente il forte era costruito in legno. Tra il 1808 ed il 1810 fu completamente ricostruito utilizzando il lavoro di detenuti.
Tra tutti i cannoni presenti sulle mura del forte, il cannone più celebre è detto "Seri Rampai" o anche cannone viaggiante. Fabbricato nei Paesi Bassi, fu dato in dono al Sultano di Johor nel 1606. Sette anni più tardi, durante un'incursione a Johor, fu catturato dall'esercito achenese e portato ad Aceh, dove rimase per oltre duecento anni.
Il cannone fu successivamente dato in dono al sultano di Bugi, così da rafforzare l'alleanza con Aceh, e fu portato a Kuala Selangor.
Dopo che i britannici bombardarono e occuparono Kuala Selangor nel 1871, il cannone fu trasportato a Penang. Per diversi anni il cannone fu abbandonato sulla spiaggia di fronte al forte, fino a quando fu riparato e fu piazzato nella sua attuale posizione.
Al cannone è legata una tradizione locale: le donne che desiderano avere dei figli portano dei fiori, che vengono messi nella canna.

### Tempio di Kek Lok Si

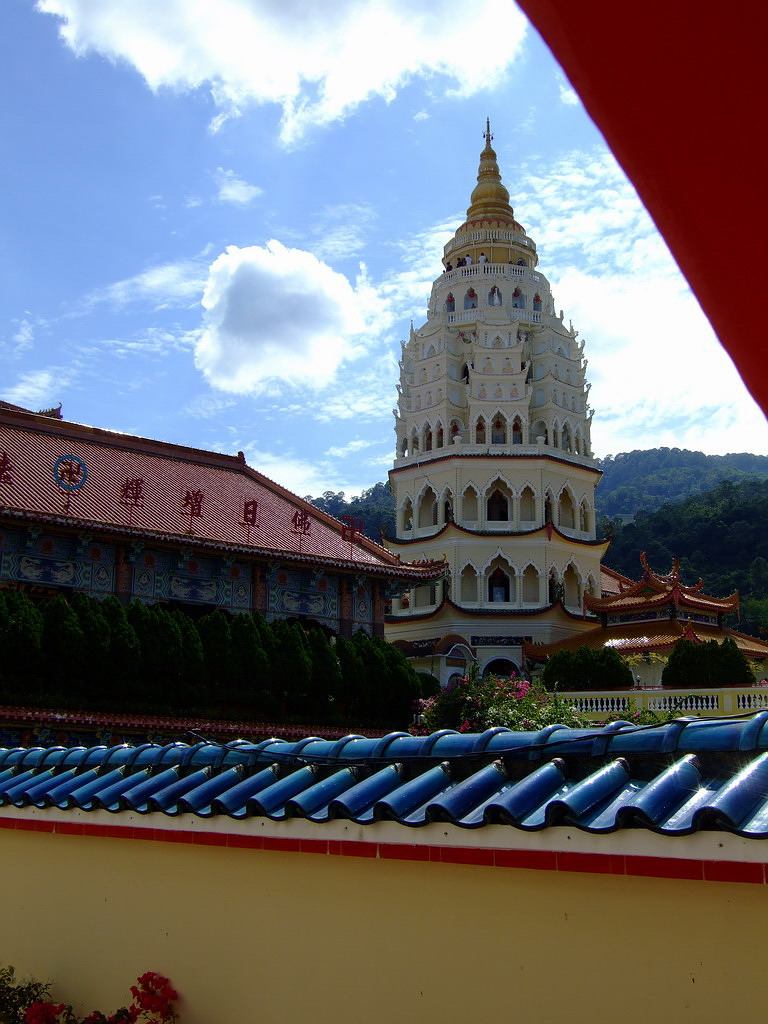
Tempio di Kek Lok Si

Il tempio di Kek Lok Si o tempio del Paradiso, che sorge sulla cima della collina Ayer Hitam, è il maggiore tempio buddista della città e di tutta la Malaysia. 
La fondazione del tempio si deve a Beow Lean, un monaco buddista cinese della provincia del Fujian, che era giunto a Penang nel 1887.

### Batu Ferringhi

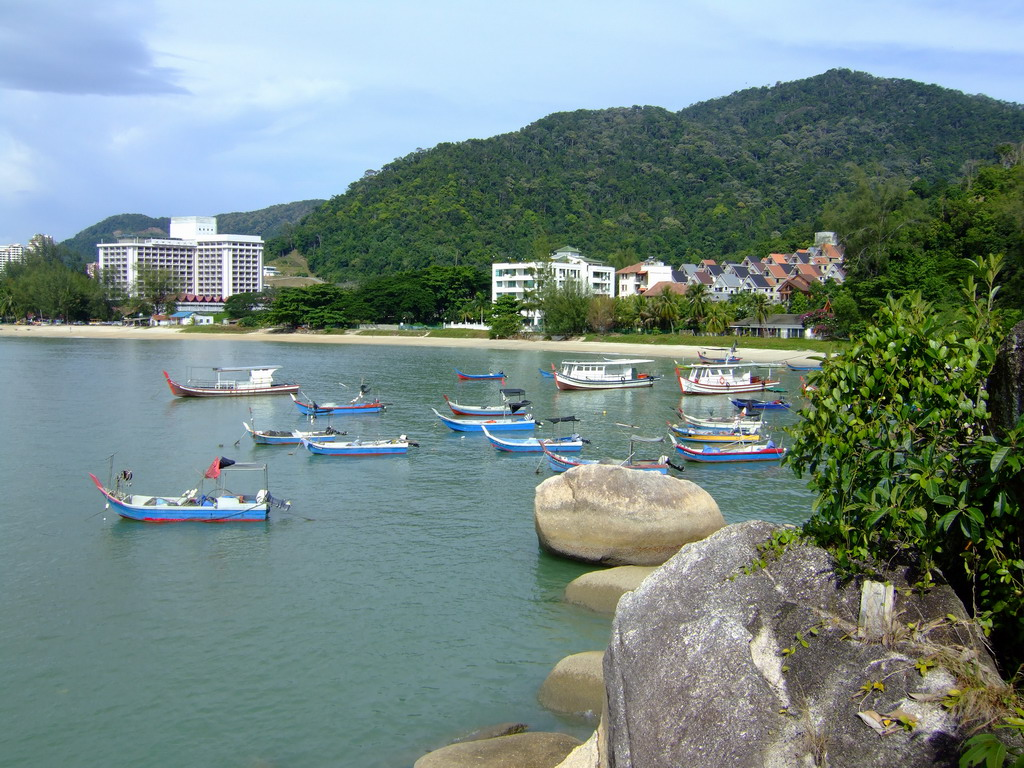
Batu Ferringhi

Ad 8 km dal centro cittadino si trova Batu Ferringhi, una delle più importanti e famose località marine di tutto il sud-est asiatico.
Vi sono gli alberghi di lusso delle maggiori catene mondiali e si possono praticare tutti gli sport acquatici come vela, sci d'acqua, water scooter e windsurf.